# 이케나가 와타루
이케나가 와타루(일본어: 池永 航, 1991년 11월 30일 ~ )는 일본의 축구 선수이다.

## 구단 경력
과거 레노파 야마구치 FC에서 활동하였다.